# Ecnomus centralis
Ecnomus centralis là một loài Trichoptera trong họ Ecnomidae. Chúng phân bố ở miền Australasia.